# Diospyros piscatoria
Diospyros piscatoria är en tvåhjärtbladig växtart som beskrevs av Robert Louis August Maximilian Gürke. Diospyros piscatoria ingår i släktet Diospyros och familjen Ebenaceae. Inga underarter finns listade i Catalogue of Life.